# Під яким ти знаком?
«Під яким ти знаком?» (італ. Di che segno sei?) — італійська комедія у чотирьох новелах режисера Серджо Корбуччі, що вийшла 28 жовтня 1975 року.

## Сюжет
Фільм з чотирьох новел: «Вода» (льотчик вирішує поміняти чоловічу стать на жіночу), «Повітря» (танцювальний конкурс), «Земля» (один день муляра в ролі мільйонера), «Вогонь» (настирливий охоронець).

## У ролях
- Адріано Челентано — Альфредо Астаріта
- Уго Болонья — Убальдо Браветта
- Джуліана Каландра — Марія
- Маріанджела Мелато — Маріетта
- Ліллі Караті
- Альберто Лонгоні — Енеа Джакомацці
- Ширлі Корріген — секретарка
- Ренато Поццетто — Базіліо
- Альберто Сорді — Нандо Меріконі
- Анджело Пеллегріно — Лоренцо
- Джино Перніче — лікар
- Лучано Сальче — граф Леонардо
- Раффаеле Ді Сіпіо
- Джованна Раллі — графиня Крістіна
- Марія Антоньєтта Белуцці — Марія Вінченцоні
- Паоло Вілладжо — Данте Бомпацці
- Массімо Больді — Массімо

## Знімальна група
- Режисер — Серджо Корбуччі;
- Сценарій — Маріо Амендола, Франко Кастеллано, Сабатіно Чіуффіні;
- Продюсер — Франко Крістальді;
- Оператор — Клаудіо Чірілло;
- Композитор — Леліо Луттацці;
- Художник — Джантіто Бурк'єлларо, Вейн;
- Монтаж — Еудженіо Алабісо